# حظر النفط 1973
أزمة النفط عام 1973 أو صدمة النفط الأولى بدأت في 15 أكتوبر 1973، عندما قام أعضاء منظمة الأقطار العربية المصدرة للبترول (تتألف من الدول العربية أعضاء أوبك بالإضافة إلى مصر وسوريا) بإعلان حظر نفطي «لدفع الدول الغربية لإجبار إسرائيل على الانسحاب من الأراضي العربية المحتلة في حرب 1967» ، أوبك أعلنت أنها ستوقف إمدادات النفط إلى الولايات المتحدة والبلدان الأخرى التي تؤيد إسرائيل في صراعها مع سوريا ومصر والعراق.
وفي الوقت نفسه، اتفق أعضاء أوبك على استخدام نفوذهم على ألية ضبط أسعار النفط في أنحاء العالم من اجل رفع أسعار النفط، بعد فشل المفاوضات مع شركات النفط العظمى التي أطلق عليها «الأخوات السبع» في وقت سابق من ذات الشهر.
وبما أن معظم الاقتصادات الصناعية تعتمد على النفط الخام فقد كانت أوبك موردها الأساسي للنفط. وبسبب التضخم المثير خلال هذه الفترة، فقد كانت النظرية الاقتصادية الرائجة تلقي باللوم على زيادات الأسعار هذه، باعتبارها كبتت النشاط الاقتصادي. ومع ذلك، فإن العلاقة السببية التي ذكرتها هذه النظرية غالبا ما تكون موضع تساؤل. وقد استجابت البلدان المستهدفة بمبادرات واسعة، ومعظمها دائمة، لاحتواء اعتمادهم المستقبلي على الغير. أزمة النفط 1973، جنبًا إلى جنب مع انهيار سوق الأوراق المالية (1973-1974)، قد اعتبرت أول حدث منذ الكساد الكبير، ذو آثار اقتصادية مستمرة.

## حظر تصدير النفط

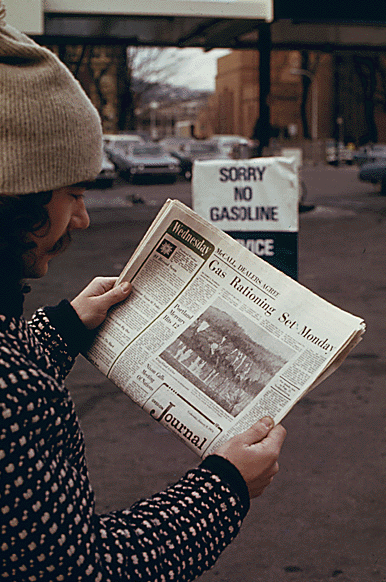
أمريكي يقرأ الصحيفة حول أزمة النفط عام 1974م

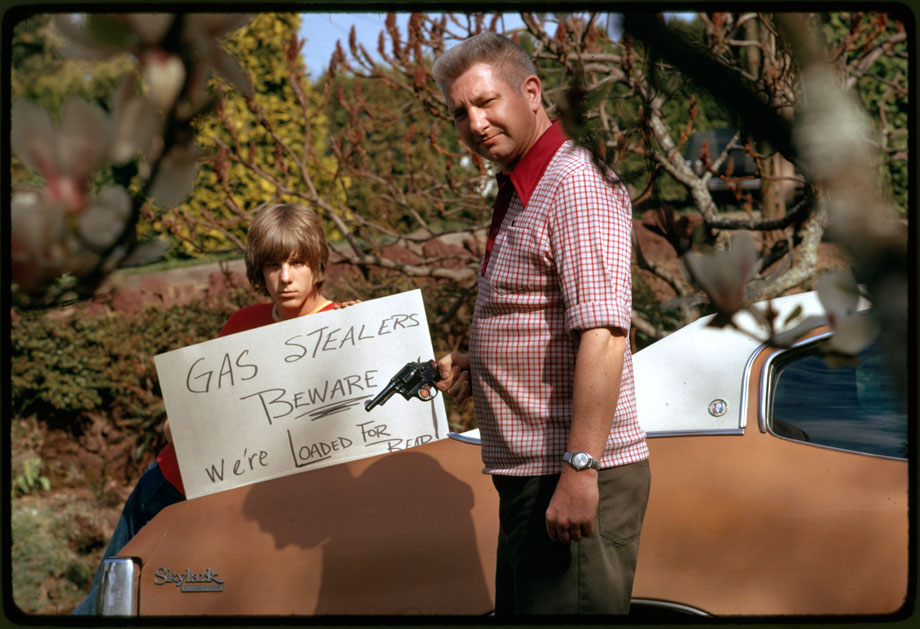
متظاهر أمريكي يحمل لوحة "سارقوا البنزين ، إحذروا" ، وذلك أثناء الأزمة عام 1974

في 16 أكتوبر 1973، قررت أوبك خفض الإنتاج من النفط، وفرض حظرا على شحنات من النفط الخام إلى الغرب، الولايات المتحدة وهولندا تحديدا، حيث قامت هولندا بتزويد إسرائيل بالأسلحة وسمحت للأميركيين باستخدام المطارات الهولندية لإمداد ودعم إسرائيل.
ونتيجة لهذا فإن سعر السوق للنفط ارتفع بشكل كبير على الفور، ومع وقوع النظام المالي العالمي بالفعل تحت ضغط من انهيار اتفاق بريتون وودز أدى ذلك إلى سلسلة طويلة من الركود وارتفاع معدلات التضخم التي استمرت قائمة حتى أوائل الثمانينيات، وارتفاع أسعار النفط استمر حتى 1986.

## التسلسل الزمني
- يناير 1973 بدأ انهيار سوق الأوراق المالية (1973-1974).
- أغسطس 1973 في إطار التحضير لحرب أكتوبر، العاهل السعودي الملك فيصل والرئيس المصري أنور السادات يجتمعان في الرياض سرا، ومباحثات للتوصل إلى اتفاق بموجبه يستخدم العرب «سلاح النفط» كجزء من الصراع العسكري القادم.
- 15 سبتمبر منظمة الدول المصدرة للنفط (أوبك) تعلن بدء التفاوض، لزيادة الأسعار ووضع حد لدعم إسرائيل، على أساس اتفاق طهران عام 1971.
- 6 أكتوبر مصر وسوريا تهاجمان إسرائيل في حرب أكتوبر، وبدأ الحرب العربية الإسرائلية الرابعة.
- 10 أكتوبر أوبك تتفاوض مع شركات النفط لإعادة النظر في اتفاق طهران 1971.
- 12 أكتوبر الولايات المتحدة تبدأ عملية العشب النيكلي لتوفير الأسلحة والإمدادات إلى إسرائيل خلال الحرب عبر النقل الجوي الاستراتيجي.
- 16 أكتوبر المملكة العربية السعودية، إيران، الجزائر العراق، الإمارات العربية المتحدة، الكويت، وقطر يعلنون رفع الأسعار من جانب واحد بنسبة 17 ٪ إلى 3.65 دولار للبرميل الواحد، وإعلان خفض الإنتاج.
- 17 أكتوبر وزراء أوبك يوافق على استخدام النفط كسلاح لمعاقبة الغرب على دعم إسرائيل في الحرب العربية الإسرائيلية، وتوصي بالحظر ضد الدول الموالية لإسرائيل وخفض الصادرات.
- 19 أكتوبر رئيس الولايات المتحدة ريتشارد نيكسون يطلب من الكونغرس اعتماد 2.2 مليار دولار في مساعدات عاجلة لإسرائيل، المملكة العربية السعودية، ليبيا ودول عربية أخرى تعلن حظر على الصادرات النفطية إلى الولايات المتحدة.
- 23 - 28 أكتوبر الحظر النفطي العربي يمتد إلى هولندا.
- 5 نوفمبر المنتجين العرب يعلنون خفض الإنتاج بنسبة 25٪، إضافة إلى التهديد بخفض 5٪ إضافية.
- 23 نوفمبر الحظر العربي يمتد إلى البرتغال، روديسيا، وجنوب أفريقيا.
- 27 نوفمبر الرئيس الأمريكي ريتشارد نيكسون يعلن قانون توزيع النفط في حالات الطوارئ.
- 9 ديسمبر وزراء نفط الدول العربية يوافقون على خفض 5% أخرى للدول غير الصديقة ليناير 1974.
- 25 ديسمبر وزراء نفط الدول العربية يقومون إلغاء خفض الإنتاج 5% في يناير، وزير النفط السعودي يعد بزيادة 10% في إنتاج أوبك.
- 7 يناير أوبك تقرر تجميد الأسعار حتى 1 أبريل.
- 11 فبراير وزير خارجية الولايات المتحدة هنري كيسنجر يكشف النقاب عن خطة مشروع الاستقلال لجعل الولايات المتحدة مستقلة للطاقة.
- 12 فبراير التقدم العربي الإسرائيلي لفك الارتباط ومناقشة إستراتيجية النفط من رؤساء دول الجزائر، مصر، سوريا والمملكة العربية السعودية.
- 17 مارس وزراء نفط الدول العربية، باستثناء ليبيا، يعلنون نهاية الحظر المفروض على الولايات المتحدة.
- ديسمبر 1974 نهاية انهيار سوق الأوراق المالية (1973-1974).

## الأثر الاقتصادي الفوري للحظر

رسم بياني لأسعار النفط وتأثير حظره في عام 1973 في ارتفاع الأسعار.

أثر الحظر بشكل فورى على مدفوعات الشركات في أوبك، وتضاعفت أسعار النفط أربع مرات بحلول عام 1974 إلى نحو 12 دولارا للبرميل الواحد (75 دولار أمريكي / متر مكعب).
وهذه الزيادة في أسعار النفط كان له آثار كبيرة على الدول المصدرة للنفط، بلدان الشرق الأوسط التي طالما هيمنت عليها القوى الصناعية، أصبحت تسيطر على سلعة حيوية هامة جدا، وشكل تدفق رأس المال لها مصدرا هاما لتكوين ثروات واسعة.
الدول الأعضاء في أوبك ضمن العالم النامي قاموا بتاميم شركات البترول في بلدانهم، وأبرزها، قامت المملكة العربية السعودية بالسيطرة على تشغيل شركة أرامكو، وغيرها من الدول الأعضاء في أوبك وحذت حذوها.
وفي الوقت نفسه، أنتجت الفوضى صدمة في الغرب، في الولايات المتحدة، أصبح سعر التجزئة للجالون من البنزين ارتفع من متوسط 38.5 سنتا في مايو 1973 إلى 55.1 سنتا في يونيو 1974، وفي الوقت نفسه بورصة نيويورك للأوراق المالية فقدت 97 مليار دولار في قيمة أسهمها في ستة أسابيع.

## الدول التي وقعت تحت الحظر
الحصار لم يكن موحدا في جميع أنحاء أوروبا، بينما تعرضت هولندا وتسع دول أخرى لحظر كامل بسبب دعمها لإسرائيل، فإن المملكة المتحدة وفرنسا استمر إمدادهم تقريبا دون انقطاع، (بعد أن رفضت السماح لأمريكا باستخدام المطارات وحظر الأسلحة والإمدادات إلى كل من العرب والإسرائيليين)، بينما تعرضت ستة دول أخرى لتخفيضات جزئية فقط.
المملكة المتحدة حليف تقليدي لإسرائيل، حكومة هارولد ويلسون كانت تؤيد الإسرائيليين خلال حرب الأيام الستة، ولكن خليفته، تيد هيث، عكس هذه السياسة في عام 1970، ودعا إسرائيل إلى الانسحاب إلى حدود ما قبل 1967، أعضاء الجماعة الاقتصادية الأوروبية لم يتمكنوا من التوصل إلى سياسة مشتركة خلال الشهر الأول من حرب أكتوبر، وأخيرا أصدرت الجماعة بيانا في 6 تشرين الثاني، بعد بدأ الحظر وارتفاع الأسعار، اعتبر على نطاق واسع لصالح الدول العربية، هذا البيان يؤيد الموقف الفرنسي البريطاني في موقفهم من الحرب، أوبك على النحو ألتزمت برفع الحصار من جميع أعضاء الجماعة الاقتصادية الأوروبية.
ارتفاع الأسعار كان أكبر بكثير في أوروبا من تأثير الحظر، ولا سيما في المملكة المتحدة (حيث أن الحظر ساهم مع إضراب لعمال المناجم يسبب أزمة الطاقة خلال فصل الشتاء 1973-1974 عاملا رئيسيا في تغيير الحكومة).
وبعد بضعة أشهر تراجعت حدة الأزمة، ورفع الحظر في مارس 1974 بعد مفاوضات في مؤتمر قمة النفط بواشنطن، ولكن الآثار المترتبة على أزمة الطاقة بقيت طوال فترة السبعينيات، أسعار الطاقة واصلت الزيادة في السنة التالية، وسط ضعف الموقف التنافسي للدولار في الأسواق العالمية.

## الرقابة على الأسعار والحصص

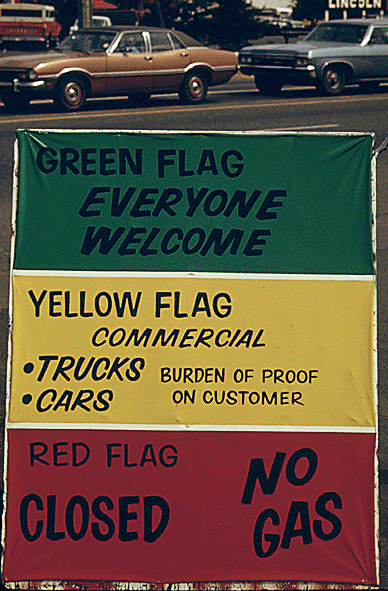
استخدام نظام الثلاث ألوان للدلالة على توافر البنزين في أمريكا

تفاقمت الأزمة بتأثير الحكومة على الأسعار في الولايات المتحدة، التي تحدد سعر «النفط القديم» (الذي سبق أن اكتشف) بينما يسمح ببيع النفط المكتشف حديثا بسعر أعلى، القرار الذي اتخذ من أجل تشجيع التنقيب عن النفط، مما خلق حالة من الندرة واجهت العديد من البلدان حيث وقفت الطوابير الطويلة للسيارات أمام محطات الوقود.
في الولايات المتحدة وضع نظام للحصول على الوقود يعتمد على رقم السيارة الفردى والزوجى (أخر رقم في لوحة السيارات) بحيث تحصل السيارات ذات العدد الفردى على الوقود حلال الأيام الفردية، وذات الرقم الزوجى خلال الأيام الزوجية من الشهر، الأمر الذي لا ينطبق على يوم 31 في بعض الأشهر.
بعض الولايات الأمريكية استخدمت ثلاثة ألوان للأعلام هو نظام يستخدم للدلالة على توافر البنزين في محطات الخدمة، العلم الأخضر يدل على توفر البنزين، العلم الأصفر يدل على تقييد وتقنين المبيعات، العلم الأحمر يشير إلى عدم وجود وقود وإن كان مركز الخدمة مفتوحة فيكون لغير ذلك من الخدمات.

## البحث عن بدائل
أدت أزمة الطاقة إلى زيادة الاهتمام بمجال الطاقة المتجددة، وحفز البحث في الطاقة الشمسية وطاقة الرياح، كما أدت إلى زيادة الضغط لاستغلال أمريكا الشمالية من مصادر الطاقة النفطية، وزاد الغرب من الاعتماد على الفحم والطاقة النووية، وشمل هذا التأثير الاهتمام المتزايد بالنقل الجماعي.
في أستراليا وقود التدفئة توقف، وتم إعادة النظر في مناسبة وقود التدفئة في فصل الشتاء.
مجموعة من الدول الصناعية كانت من مصدري الطاقة، فاختلفت آثار أزمة النفط بشكل جذري، فكندا الشرقية الصناعية كانت تعاني من ذات المشاكل التي تعانيها الولايات المتحدة، بينما المقاطعات الغنية بالنفط ازدهرت بتدقف سيل الأموال إليها، عموما الحظر النفطي كان ذا تأثير سلبي حاد على الاقتصاد الكندي، التراجع الاقتصادي في الولايات المتحدة عبر الحدود بسهولة وتسبب في زيادة البطالة، والكساد ضرب كندا مثلما فعل بالولايات المتحدة على الرغم من احتياطيات الوقود.
الاتحاد السوفياتي كان أيضا مصدرا للنفط، والاقتصاد السوفياتي كان يعاني من الركود لعدة سنوات، وزيادة أسعار النفط كان لها تأثير مفيد، فالزيادة في الاحتياطي من النقد الأجنبي سمح باستيراد الحبوب وغيرها من المواد الغذائية من الخارج، وزيادة إنتاج السلع الاستهلاكية وإبقاء الانفاق العسكري في المستويات التقليدية، ويعتقد البعض ان الزيادة المفاجئة في إيرادات النفط خلال هذه الفترة مكنت الاتحاد السوفياتي من البقاء لفترة زمنية أطول من التوقعات.
الحكومة البرازيلية نفذت مشروع كبير جدا يسمى «بروألكول» (الكحول الموالي) الذي من شأنه يقوم بصناعة مزيج من الإيثانول ليستخدم كوقود للسيارات، هذا المشروع الذي يركز على إنتاج الايثانول من قصب السكر، لا يزال مستمرا وخفض احتياجات البلاد من استيراد النفط، وكذلك انخفض سعر البنزين.

## الآثار الاقتصادية الكلية
أزمة النفط عام 1973 كانت عاملا رئيسيا في تحول اقتصاد اليابان بعيدا عن النفط والصناعات كثيفة الاستهلاك للطاقة، وضخ استثمارات يابانية ضخمة في صناعات مثل الإلكترونيات.
البنوك المركزية للدول الغربية قررت خفضا حادا لأسعار الفائدة لتشجيع النمو، وقررت أنها لن تقلق من التضخم بشكل أساسي، ورغم أن هذه هي الوصفة التقليدية للاقتصاد الكلي في ذلك الوقت، إلا أنها أدت إلى الركود وتفاجأ الاقتصاديون ومحافظوا البنوك المركزية، على المدى الطويل بقيت آثار الحظر ملموسة.

## آثار على العلاقات الدولية
الحرب الباردة وسياسات للإدارة نيكسون أيضا لطمة قوية في أعقاب الحظر النفطي، فقد ركزت على الصين والاتحاد السوفيتي.
الحظر النفطي أعلن تقريبا بعد شهر واحد فقط من الانقلاب العسكري للجناح اليميني في شيلي بقيادة الجنرال أوغستو بينوشيه في شيلي عام 1973 الانقلاب أطاح بالرئيس الاشتراكي سلفادور الليندي في 11 سبتمبر 1973، الولايات المتحدة لم تفعل الكثير لمساعدة هذه الحكومة للحد من أنشطة الاشتراكيين المسلحين في المنطقة.
وبالإضافة إلى ذلك، أوروبا الغربية واليابان وبدأ التحولهما من تأييد إسرائيل لتأييد أكثر للسياسات العربية (وبعضها لا يزال ساري المفعول حتى اليوم)، هذا التغيير زاد من التوتر في منظومة التحالف الغربي، بالنسبة للولايات المتحدة، التي تستورد 12 ٪ فقط من احتياجاتها من النفط من الشرق الأوسط (مقارنة مع 80 ٪ بالنسبة للأوروبيين وأكثر من 90 ٪ بالنسبة لليابان)، لا تزال ملتزمة بقوة بدعم إسرائيل.
بعد مرور عام على رفع الحظر النفطي عام 1973، كتلة دول عدم الانحياز في الأمم المتحدة قدمت قرارا يطالب بإنشاء «النظام الاقتصادي الدولي الجديد» الذي ينظم ويتحدث عن الموارد، والتجارة، والأسواق ووجود توزيع أكثر إنصافا، للسكان المحليين وتنمية دول الجنوب ودعمها من قبل دول الشمال التي تستغل ثرواتها وإمكانياتها.

## الاستيلاء العسكري
كشفت وثائق بريطانية عن أن الولايات المتحدة فكرت في استخدام القوة للاستيلاء على حقول النفط في الشرق الأوسط أثناء حرب أكتوبر 1973 عندما حظرت الدول العربية صادرات النفط.